# Antonio da Sangallo der Ältere
Antonio da Sangallo der Ältere (eigentlich Antonio Giamberti, * um 1455 in Florenz, Italien; † 27. Dezember 1534 ebenda) war ein italienischer Architekt und Festungsbauer.
Er war der Bruder von Giuliano da Sangallo, mit dem er oft gemeinsam arbeitete, und der Onkel von Antonio da Sangallo dem Jüngeren. Er erbaute in Montepulciano ab 1518 die Kirche Madonna di San Biagio, die Paläste Cervini und Bellarmini, den Palast des Kardinals von Santa Prassede und einige Kirchen in San Savino, die Kirche Santissima Annunziata in Arezzo und die Zitadelle in Civita Castellana.